# Château de Parentville
Le château de Parentville est une demeure patronale industrielle située à Couillet (Charleroi) construite à flanc de colline pour Basile Parent. Il est entouré d'un parc boisé de 20 hectares.
C'est là que le général allemand Max von Bahrfeldt, commandant de la 19e division de réserve installe son quartier général lors de la bataille de Charleroi en août 1914 et que fut signé le « traité de Couillet » qui évite la destruction de la ville de Charleroi.
En 1895, le château est acquis par la société Solvay pour servir de logement de fonction aux directeurs de l'usine située à Couillet. La société fait don du domaine à l'Université libre de Bruxellesqui en fait le siège de l’Institut européen de management public (Inemap). En 1994, l'université construit à gauche du château un pavillon d’enseignement où est situé un musée des sciences devenu Centre de Culture Scientifique de l’ULB.
Racheté en 2016 par la province de Hainaut, le château et le domaine de Parentville est destiné à devenir le siège du département social de la province. En 2025, il est prévu que le Centre de Culture Scientifique de l’ULB déménage vers la Cité des Métiers, dans le bâtiment Roulier de l'Université du Travail Paul Pastur à Charleroi Ville-Haute.